# Rock Rapids
Rock Rapids är administrativ huvudort i Lyon County i Iowa. Vid 2020 års folkräkning hade Rock Rapids 2 611 invånare.